# Ausländer
"Ausländer" é um single da banda alemã de Neue Deutsche Härte Rammstein lançado em 31 de maio de 2019, é o terceiro single do sétimo álbum, lançado em 17 de maio de 2019.
Neste single as canções "Radio" e o remix da mesma, pelo duo twocolors, foram mais uma vez lançadas, porém fisicamente neste single, pois anteriormente havia sido lançado apenas digitalmente.
Uma edição exclusiva de remixes foi lançada no iTunes com a capa alternativa.
O videoclipe da canção foi dirigido por Jörn Heitmann e foi lançado no dia 28 de maio.

## Lista de faixas

### Faixas (CD)
| N.º            | Título                              | Duração |  |
| 1.             | "Ausländer"                         | 3:51    |  |
| 2.             | "Radio"                             | 4:37    |  |
| 3.             | "Ausländer" (Remix por R3HAB)       | 3:49    |  |
| 4.             | "Ausländer" (Remix por Felix Jaehn) | 3:28    |  |
| 5.             | "Radio" (Remix por twocolors)       | 5:00    |  |
| Duração total: | Duração total:                      | 20:44   |  |

### Faixas (Vinil)
| N.º            | Título                        | Duração |  |
| 1.             | "Ausländer"                   | 3:51    |  |
| 2.             | "Radio"                       | 4:37    |  |
| 3.             | "Radio" (Remix por twocolors) | 5:00    |  |
| Duração total: | Duração total:                | 13:28   |  |

### Faixas (iTunes digital Remixes)[1]
| N.º            | Título                              | Duração |  |
| 1.             | "Ausländer" (Remix por R3HAB)       | 3:49    |  |
| 2.             | "Ausländer" (Remix por Felix Jaehn) | 3:28    |  |
| Duração total: | Duração total:                      | 7:16    |  |

### Faixas (digital)
| N.º            | Título                              | Duração |  |
| 1.             | "Ausländer"                         | 3:51    |  |
| 2.             | "Ausländer" (Remix por R3HAB)       | 3:49    |  |
| 3.             | "Ausländer" (Remix por Felix Jaehn) | 3:28    |  |
| Duração total: | Duração total:                      | 11:07   |  |

## Desempenho nas paradas
| Paradas (2019)                        | Melhor posição |
| ------------------------------------- | -------------- |
| Áustria (Ö3 Austria Top 75)           | 29             |
| Alemanha (Offizielle Deutsche Charts) | 2              |
| Suíça (Schweizer Hitparade)           | 38             |
| Reino Unido (OCC UK Rock and Metal)   | 29             |
| Suécia (Sverigetopplistan)            | 3              |

## Certificações
| País            | Certificação | Vendas  |
| --------------- | ------------ | ------- |
| Alemanha (BVMI) | Ouro         | 200.000 |
| Áustria (IFPI)  | Ouro         | 15.000  |
| Brasil (PMB)    | Ouro         | 20.000  |
| Polónia (ZPAV)  | Ouro         | 25.000  |

## Histórico de lançamento
| Região | Data               | Formatos           | Gravadora       | Número no catálogo | Ref. |
| ------ | ------------------ | ------------------ | --------------- | ------------------ | ---- |
| Vários | 28 de maio de 2019 | Download Streaming | Universal Music | —                  |      |
| Vários | 31 de maio de 2019 | 10-inch            | Universal Music | 7764268            |      |
| Vários | 31 de maio de 2019 | CD                 | Universal Music | 7788944            |      |